# 1287
Il 1287 (MCCLXXXVII in numeri romani) è un anno  del XIII secolo.

## Eventi
- Guido II de la Roche diviene il Duca di Atene, succedendo al padre Guglielmo I de la Roche;
- Scoppia una guerra civile per il controllo della città di Riga tra i cavalieri di Livonia e l'Arcidiocesi di Riga.

## Nati
- 24 gennaio - Richard de Bury, religioso e scrittore inglese († 1345)
- 1º aprile - Margaret di Clare, nobile britannica († 1333)
- 25 aprile - Ruggero Mortimer, I conte di March, nobile inglese († 1330)
- 15 giugno - Alice de Warenne, nobile britannica († 1338)
- 1º novembre - Abu l-Juyush Nasr, sultano († 1322)
- Sibillina Biscossi, monaca cristiana, mistica e veggente italiana († 1367)
- Federico I di Saluzzo, marchese italiano († 1336)
- Federico IV di Norimberga, nobile tedesco († 1332)
- Diana Giuntini, religiosa italiana
- Margherita da Città di Castello, religiosa e mistica italiana († 1320)
- Pietro Alfonso, conte di Barcelos, trovatore portoghese († 1354)
- Roberto III d'Artois, nobile francese († 1342)
- Marsilio de' Rossi, condottiero italiano († 1337)
- Thomas Waleys, teologo inglese († 1350)

## Morti
- 26 marzo - Wilken von Endorp
- 3 aprile - Gottifredo di Raynaldo, cardinale italiano
- 3 aprile - Papa Onorio IV, papa e cardinale italiano (n. 1210)
- 8 aprile - Conte Casati, cardinale e giurista italiano
- 27 luglio - Ugo di Evesham, cardinale inglese
- 29 agosto - Tommaso di Clare, nobile inglese
- 8 settembre - Giordano Orsini, cardinale italiano
- 19 ottobre - Boemondo VII d'Antiochia, conte (n. 1261)
- Alaimo da Lentini, generale italiano
- Ingeborg di Danimarca, sovrana danese
- Jacopina Fieschi, nobildonna italiana
- Elie Pilet, patriarca cattolico francese
- Gano degli Scornigiani, nobile italiano
- Tuda Mengu, condottiero mongolo
- Varnerio di Oberwesel, santo tedesco (n. 1271)
- Cervotto d'Accursio, giurista italiano (n. 1240)
- Adinolfo da Mineo, nobile italiano (n. 1264)
- Johan Perez de Avoin, trovatore portoghese (n. 1228)
- Richard Bruce, nobile e cavaliere medievale scozzese
- Corrado di Würzburg, poeta tedesco (n. 1220)

## Calendario
| Calendario 1287 | Calendario 1287 | Calendario 1287 | Calendario 1287 | Calendario 1287 | Calendario 1287 | Calendario 1287 | Calendario 1287 | Calendario 1287 | Calendario 1287 | Calendario 1287 | Calendario 1287 | Calendario 1287 | Calendario 1287 | Calendario 1287 | Calendario 1287 | Calendario 1287 | Calendario 1287 | Calendario 1287 | Calendario 1287 | Calendario 1287 | Calendario 1287 | Calendario 1287 | Calendario 1287 | Calendario 1287 | Calendario 1287 | Calendario 1287 | Calendario 1287 | Calendario 1287 | Calendario 1287 | Calendario 1287 | Calendario 1287 | Calendario 1287 |
| --------------- | --------------- | --------------- | --------------- | --------------- | --------------- | --------------- | --------------- | --------------- | --------------- | --------------- | --------------- | --------------- | --------------- | --------------- | --------------- | --------------- | --------------- | --------------- | --------------- | --------------- | --------------- | --------------- | --------------- | --------------- | --------------- | --------------- | --------------- | --------------- | --------------- | --------------- | --------------- | --------------- |
|                 | 1               | 2               | 3               | 4               | 5               | 6               | 7               | 8               | 9               | 10              | 11              | 12              | 13              | 14              | 15              | 16              | 17              | 18              | 19              | 20              | 21              | 22              | 23              | 24              | 25              | 26              | 27              | 28              | 29              | 30              | 31              |                 |
| Gennaio         | Me              | Gi              | Ve              | Sa              | Do              | Lu              | Ma              | Me              | Gi              | Ve              | Sa              | Do              | Lu              | Ma              | Me              | Gi              | Ve              | Sa              | Do              | Lu              | Ma              | Me              | Gi              | Ve              | Sa              | Do              | Lu              | Ma              | Me              | Gi              | Ve              |                 |
| Febbraio        | Sa              | Do              | Lu              | Ma              | Me              | Gi              | Ve              | Sa              | Do              | Lu              | Ma              | Me              | Gi              | Ve              | Sa              | Do              | Lu              | Ma              | Me              | Gi              | Ve              | Sa              | Do              | Lu              | Ma              | Me              | Gi              | Ve              |                 |                 |                 |                 |
| Marzo           | Sa              | Do              | Lu              | Ma              | Me              | Gi              | Ve              | Sa              | Do              | Lu              | Ma              | Me              | Gi              | Ve              | Sa              | Do              | Lu              | Ma              | Me              | Gi              | Ve              | Sa              | Do              | Lu              | Ma              | Me              | Gi              | Ve              | Sa              | Do              | Lu              |                 |
| Aprile          | Ma              | Me              | Gi              | Ve              | Sa              | Do              | Lu              | Ma              | Me              | Gi              | Ve              | Sa              | Do              | Lu              | Ma              | Me              | Gi              | Ve              | Sa              | Do              | Lu              | Ma              | Me              | Gi              | Ve              | Sa              | Do              | Lu              | Ma              | Me              |                 |                 |
| Maggio          | Gi              | Ve              | Sa              | Do              | Lu              | Ma              | Me              | Gi              | Ve              | Sa              | Do              | Lu              | Ma              | Me              | Gi              | Ve              | Sa              | Do              | Lu              | Ma              | Me              | Gi              | Ve              | Sa              | Do              | Lu              | Ma              | Me              | Gi              | Ve              | Sa              |                 |
| Giugno          | Do              | Lu              | Ma              | Me              | Gi              | Ve              | Sa              | Do              | Lu              | Ma              | Me              | Gi              | Ve              | Sa              | Do              | Lu              | Ma              | Me              | Gi              | Ve              | Sa              | Do              | Lu              | Ma              | Me              | Gi              | Ve              | Sa              | Do              | Lu              |                 |                 |
| Luglio          | Ma              | Me              | Gi              | Ve              | Sa              | Do              | Lu              | Ma              | Me              | Gi              | Ve              | Sa              | Do              | Lu              | Ma              | Me              | Gi              | Ve              | Sa              | Do              | Lu              | Ma              | Me              | Gi              | Ve              | Sa              | Do              | Lu              | Ma              | Me              | Gi              |                 |
| Agosto          | Ve              | Sa              | Do              | Lu              | Ma              | Me              | Gi              | Ve              | Sa              | Do              | Lu              | Ma              | Me              | Gi              | Ve              | Sa              | Do              | Lu              | Ma              | Me              | Gi              | Ve              | Sa              | Do              | Lu              | Ma              | Me              | Gi              | Ve              | Sa              | Do              |                 |
| Settembre       | Lu              | Ma              | Me              | Gi              | Ve              | Sa              | Do              | Lu              | Ma              | Me              | Gi              | Ve              | Sa              | Do              | Lu              | Ma              | Me              | Gi              | Ve              | Sa              | Do              | Lu              | Ma              | Me              | Gi              | Ve              | Sa              | Do              | Lu              | Ma              |                 |                 |
| Ottobre         | Me              | Gi              | Ve              | Sa              | Do              | Lu              | Ma              | Me              | Gi              | Ve              | Sa              | Do              | Lu              | Ma              | Me              | Gi              | Ve              | Sa              | Do              | Lu              | Ma              | Me              | Gi              | Ve              | Sa              | Do              | Lu              | Ma              | Me              | Gi              | Ve              |                 |
| Novembre        | Sa              | Do              | Lu              | Ma              | Me              | Gi              | Ve              | Sa              | Do              | Lu              | Ma              | Me              | Gi              | Ve              | Sa              | Do              | Lu              | Ma              | Me              | Gi              | Ve              | Sa              | Do              | Lu              | Ma              | Me              | Gi              | Ve              | Sa              | Do              |                 |                 |
| Dicembre        | Lu              | Ma              | Me              | Gi              | Ve              | Sa              | Do              | Lu              | Ma              | Me              | Gi              | Ve              | Sa              | Do              | Lu              | Ma              | Me              | Gi              | Ve              | Sa              | Do              | Lu              | Ma              | Me              | Gi              | Ve              | Sa              | Do              | Lu              | Ma              | Me              |                 |